# پلیس مخفی

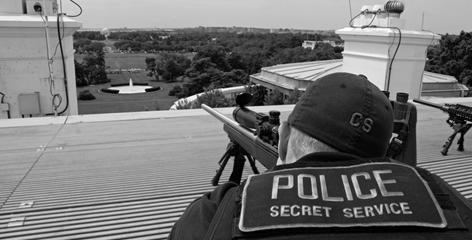
اصطلاح پلیس مخفی

اصطلاح پلیس مخفی (یا پلیس سیاسی) به سازمان اطلاعاتی، امنیت یا پلیس گفته می‌شود که در عملیات مخفی علیه مخالفان سیاسی دولت شرکت می‌کنند. سازمانهای پلیس مخفی ویژگی‌های رژیم‌های اقتدارگرا و تمامیت‌خواه است. که برای حفظ بقای قدرت سیاسی یک دیکتاتور یا رژیم اقتدار گرا به کار گرفته می‌شوند. پلیس مخفی اغلب خارج از چارچوب قانون عمل کرده و در جهت سرکوب مخالفان و تضعیف اپوزیسیون سیاسی بکار گرفته می‌شود که اغلب همراه با خشونت است.